# Halterofilismo nos Jogos Olímpicos de Verão de 2004 - Mais de 75 kg feminino
A competição da categoria acima de 75 kg feminino do halterofilismo nos Jogos Olímpicos de Verão de 2004 realizou-se no dia 21 de agosto em Atenas. Um total de 12 atletas participaram.

## Medalhistas
| Ouro   | CHN Tang Gonghong |
| Prata  | KOR Jang Mi-Ran   |
| Bronze | POL Agata Wróbel  |

## Resultados
| Pos. | Nome                       | Arranco (kg) | Arremesso (kg) | Total (kg) |
| ---- | -------------------------- | ------------ | -------------- | ---------- |
| 1    | CHN Tang Gonghong          | 122,5        | 182,5          | 305,0      |
| 2    | KOR Jang Mi-Ran            | 130,0        | 172,5          | 302,5      |
| 3    | POL Agata Wróbel           | 130,0        | 160,0          | 290,0      |
| 4    | HUN Viktória Varga         | 127,5        | 155,0          | 282,5      |
| 5    | UKR Viktoria Chaimardanova | 130,0        | 150,0          | 280,0      |
| 6    | USA Cheryl Haworth         | 125,0        | 155,0          | 280,0      |
| 7    | UKR Olga Korobka           | 125,0        | 155,0          | 280,0      |
| 8    | GRE Vassiliki Kasapi       | 125,0        | 152,5          | 277,5      |
| 9    | COL Carmenza Delgado       | 120,0        | 150,0          | 270,0      |
| 10   | PER Manuela Rejas          | 95,0         | 125,0          | 220,0      |
| 11   | NRU Reanna Maricha Solomon | 95,0         | 125,0          | 220,0      |
| 12   | FIJ Ivy Shaw               | 85,0         | 100,0          | 185,0      |